# Akhtar Mansur
El mul·là Akhtar Muhàmmad Mansur (districte de Maywand, Afganistan, c. 1968 - Ahmad Wal, Balutxistan Oriental, 21 de maig de 2016) fou el líder del grup talibà, nomenat públicament el 30 de juliol de 2015 com a successor de Mohammad Omar. Akhtar va ser Ministre d'Aviació durant el règim talibà entre 1996 i 2001.
El grup rebel també ha confirmat que el seu número dos serà Sirajuddin Haqqani qui lidera al clan o Xarxa Haqqani al costat del seu pare i fundador de la xarxa Jalaluddin Haqqani.
Igual que del seu antecessor Omar, poc se sap públicament d'ell, encara que els serveis d'intel·ligència internacionals i sobretot l'ISI (servei d'intel·ligència pakistanesa) l'han detingut. Al setembre del 2006 el govern del Pakistan el va lliurar a les autoritats afganeses amb càrrecs de narcotràfic, i tan sols un any després es coneixen dades que administra plantacions de roselles, a més de seguir vinculat a la direcció del grup talibà.
Les seves primeres mostres de poder han estat devastadores, ja que ha dut a terme, en diverses ciutats afganeses i principalment a la capital Kabul, una sèrie d'atemptats amb saldos de més de 70 civils morts i 300 ferits.
Mansur pren el comandament del grup en un moment històric clau, l'inici de les converses de pau entre el govern afganès i el grup que dirigeix. Aquestes converses llargament desitjades pels governs anteriors, principalment per l'antic mandatari Karzai i sempre desestimades o "vetades" pel govern estatunidenc, i la línia més radical del grup, però després de la retirada de les tropes nord-americanes, si propiciades pels EUA entre altres països, i que havien començat a principis de l'any 2015, han estat suspeses per ell i els talibans.
L'assumpció de Mansur ha provocat divisions i fins i tot provoca enfrontaments entre diferents faccions, per a agost de 2015, hi ha hagut diversos morts en enfrontaments. Principalment estan els qui no reconeixen a Mansur com a líder i lluiten per l'assumpció de Muhàmmad Yakub fill del mort mul·là Omar.
Al seu torn, els talibans i Mansur al capdavant li ha plantat cara al grup Estat Islàmic que ja s'ha mostrat interès a Afganistan amb accions concretes. Aquest grup també ha mostrat gran interès en el principal atractiu que té el país i és el negoci de la droga, la qual s'estima que pot aconseguir els 37 mil milions de dòlars, capital suficient per desenvolupar i mantenir una guerra global.
El desembre de 2015 el govern afganès anuncià que fou ferit en un tiroteig a la ciutat de Quetta, al Pakistan, i l'endemà diverses agències de notícies el donaren per mort. El grup Talibà no ha reconegut aquests fets i desmenteix la informació.